# Paula (Buenos Aires)
Paula é uma localidade do partido de Bolívar, da Província de Buenos Aires, na Argentina. Possui uma população estimada em 34 habitantes (INDEC 2001).